# مقبرة وضريح بابا يوسف
مقبرة وضريح بابا يوسف (بالفارسية: گورستان و آرامگاه بابا یوسف) هو مقبرة وضريح تاريخي يعود إلى السلالة الصفوية، ويقع في دزفول.